# 第八世哲布尊丹巴呼圖克圖
博克多汗（1869年10月13日—1924年5月20日），全称博克多格根额真汗，蒙古國政治、宗教人物，為外蒙古獨立後的第一任最高領袖。原為藏传佛教格魯派的第八世哲布尊丹巴呼图克图，法名阿旺垂济尼玛丹彬旺舒克。中國爆發辛亥革命之后，他被外蒙古各部落推戴為蒙古大汗，宣布脫離滿洲清朝独立，建立政教合一的大蒙古國。不過，蒙古的獨立僅受到西藏的承認，未得到國際社會的廣泛認可，其北鄰俄羅斯對此也採取模棱兩可的態度。1915年，中、俄、蒙三方簽訂條約，中華民國承認外蒙古的自治地位。
1919年，徐樹錚率領軍隊占领外蒙古，軟禁博克多汗並取消自治。徐在外蒙古實行改風易俗政策，遭致外蒙古各界的廣泛不滿。他們組織了各種武裝組織進行反抗，這其中包括了共產主義者蘇赫巴托和喬巴山，並尋求俄羅斯人的幫助。翌年趁直皖戰爭之機，羅曼·馮·恩琴率領俄羅斯白軍驅逐了中國軍隊，恢復了博克多汗的汗位。
1921年，蒙古人民黨在蘇俄的支持下擊敗白軍，奪取了政權。雖然博克多汗仍為大汗，但只是個傀儡君主，沒有實權。他在1924年圓寂，逝世後君主立憲制被取消，國號正式改為蒙古人民共和國。

## 生平

### 早年生涯

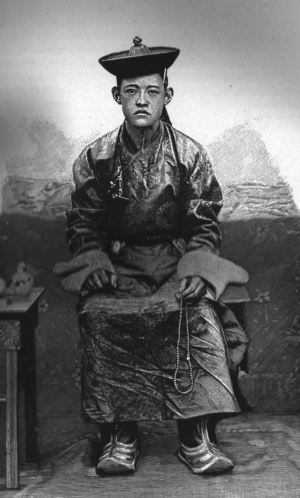
年轻的博克多汗

第八世哲布尊丹巴呼图克图出生在卫藏拉萨附近沃卡坝卓的一個藏族家庭裡。他的父親名叫貢齊格策倫（Гончигцэрэн），為第十二世達賴喇嘛成烈嘉措宮中的會計；母親名叫艾多布杜拉姆（Ойдовдулам）。他有三個兄弟，分別是巴丹澤仁公（Балданцэрэн Гүн）、卓洛康巴（Жолоо Хамба）和魯布桑海達布。
他幼年在西藏拉薩的布達拉宮中度過。4岁时，被認定為第七世哲布尊丹巴呼圖克圖的轉世靈童，1874年，博克多汗一家去了外蒙古，在同年底到達了大庫倫，在甘丹寺坐床，取法名阿旺垂濟尼瑪丹彬旺舒克，以巴丹吹波（Балданчоймбол）為經師。他的弟弟魯布桑海達布後來被認定為通靈者，成為一位寧瑪派的吹仲喇嘛。此後，他們一家再未返回西藏。
八世哲布尊丹巴到達大庫倫的時候，正值同治回變時期。回軍多次入侵外蒙古，甚至威脅到庫倫，清廷從內地派兵去支援外蒙古的清軍，方才將回軍擊退。1875年，清軍將直隸古北口練軍撤離庫倫。然而不久之後，外蒙古又發生災荒，以土謝圖汗部左翼中郡王阿木噶巴扎爾等四旗受災最為嚴重。八世哲布尊丹巴勸捐賑災，1884年（光緒十年），清朝光緒帝贈予匾額以示嘉獎。
年輕的八世哲布尊丹巴莊嚴而富有學問，他沒有成為蒙古喇嘛們的傀儡，相反地，他控制著蒙古的所有喇嘛。他自幼便夢想著恢復成吉思汗所建立的帝國的榮光，至少希望讓蒙古從中國獨立出來。蒙古王公們畏懼他，而百姓們愛戴他。與此同時，俄羅斯的勢力正在不斷滲透進外蒙古，他便與俄羅斯人來往密切。庫倫辦事大臣受到哲布尊丹巴的排擠，達到互不相容的局面。1886年，桂祥彈劾八世哲布尊丹巴的商卓特巴索訥木多爾濟「居心巧詐，意構邊釁」，光緒帝將其革去官職。1892年，甘丹寺發生火災，佛像經卷都被燒毀。喀爾喀蒙古四部王公都捐助重建。商卓特巴（外蒙古專門管理寺廟私奴「沙畢」的衙門）喇嘛達什多爾濟借貸於商人，導致也克沙毕攤派的加重，許多沙畢流亡，上下負債累累。達什多爾濟因此受到彈劾而遭懲罰。1893年，庫倫辦事大臣桂斌告發八世哲布尊丹巴用人不當。
1903年，清廷實行新政，鼓勵漢人到外蒙古開墾採礦，並計劃廢除舊有的行政制度，把外蒙古改為一個行省。清朝對外蒙古的各項經濟政策改革觸犯了蒙古人的利益，引起許多蒙古人的不滿。土謝圖汗部的親王杭達多爾濟等人與俄羅斯秘密聯繫，於是俄羅斯照會清朝外務部，要求清方在外蒙古不駐兵、不派官、不殖民。同年，由於英國入侵西藏，十三世達賴喇嘛從拉薩逃亡到大庫倫，其目的同樣是向俄羅斯尋求幫助。十三世達賴在大庫倫避難的一年多期間，駐錫於甘丹寺，曾與八世哲布尊丹巴數次會面。根據俄羅斯駐紮在恰克圖的邊境官員反饋，達賴曾與蒙古的呼圖克圖、高級喇嘛和王公們商討脫離中國獨立建國的事宜。

### 宣佈外蒙古獨立

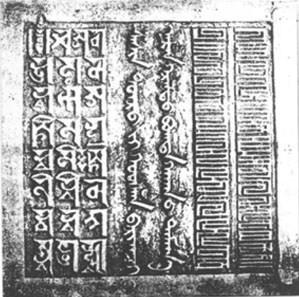
博克多汗玉璽。從左到右依次為蒙古語的索永布文字、胡都木文字和八思巴文字

1911年，中國爆發辛亥革命，清朝岌岌可危。外蒙古各部都希望藉此機會取得獨立，並暗中作出準備。7月，杭達多爾濟、海山秘密出使俄羅斯帝國，尋求俄羅斯的支持。11月，土謝圖汗部盟長、左翼後旗札薩克鎮國公嘎丁巴爾·察克都爾扎布在大庫倫建立臨時總理喀爾喀事務衙門，籌備獨立建國事務。庫倫辦事大臣三多得知後，要求其作出解釋。察克都爾扎布欺騙他稱正在訓練軍隊，以協助清朝鎮壓叛亂。12月29日，八世哲布尊丹巴在庫倫即蒙古大汗位，稱「博克多格根額真汗」，簡稱「博克多汗」，正式宣布外蒙古独立，建立大蒙古國，年号共戴。庫倫辦事大臣三多被驅逐出境。隨後不久，賽音諾顏部、土謝圖汗部、車臣汗部和札薩克圖汗部紛紛支持獨立，並勒令烏里雅蘇臺將軍奎芳自行離境，被奎芳拒絕。1912年1月，俄羅斯領事派出哥薩克騎兵，將奎芳強制驅逐出境。
駐紮在外蒙古的科布多參贊大臣溥𨬔是清朝宗室，他拒絕離開蒙古，也拒絕承認中華民國。1912年5月，博克多汗派馬克思爾扎布、達木丁蘇隆、海山等人率兵包圍科布多，俘虜溥𨬔等官員，將其驅逐出境。至此，外蒙古全境獲得獨立。
外蒙古獨立得到了眾多蒙古王公的支持，內札薩克蒙古（今中國內蒙古）王公紛紛舉兵響應。勝福、車和扎、成德等人在呼倫貝爾舉兵響應，錫林郭勒盟的王公也歸附，宣誓向博克多汗效忠。而博克多汗亦有將內蒙古統一到大蒙古國之內的想法，作出了攻打內蒙古的嘗試。而取代清朝的中華民國一直拒絕承認外蒙古獨立，也有出兵外蒙古的想法。博克多汗於1913年派哈丹巴特爾·馬克思爾扎布駐軍錫林郭勒盟，防禦中國軍隊。翌年，又攻打呼和浩特。
大蒙古國成立後不久，獲得了西藏的承認，雙方在庫倫簽訂《蒙藏條約》。外蒙古獨立後不久便與俄羅斯簽訂《俄蒙协约》，蒙古給予俄羅斯人在外蒙古的排他性商業地位，以換取俄羅斯對蒙古的支持並承認自治。蒙古一直試圖謀求俄羅斯帝國的支持，但俄羅斯僅僅希望保留自己在外蒙古的特權地位，對外蒙古的獨立持模棱兩可的態度。此外，俄羅斯曾根據《日俄密約》將內蒙古劃入日本勢力範圍，並希望維持其在中國的特權，因此也不支持外蒙古攻取內蒙古，最終使博克多汗統一蒙古的夢想破滅。

### 取消獨立並獲得自治權

博克多汗冬宮

1915年6月7日，中、俄、蒙三方在恰克图签订协约，外蒙古取消名義上的獨立，但保持高度的自治權，博克多汗的統治地位不變。中華民國無法在外蒙古駐軍、移民，博克多汗仍是外蒙古事實上的最高統治者，連原大蒙古國的統治機構都沒有變。中华民国大总统袁世凯則承諾赦免所有參與外蒙古獨立運動的人士。就在這個條約簽訂的同一天，袁世凯发布命令，册封哲布尊丹巴为“外蒙古博克多哲布尊丹巴呼图克图汗”，并特任徐绍桢、荣勋为册封专使。6月16日，以陈箓为都护使驻库伦办事大员。陈箓于10月24日到达库伦后开始办公，同外蒙古交涉册封事宜。最初外蒙古在俄国支持下，拒绝接受金册、金印。北洋军队對外蒙古控制之下的東蒙古進行攻擊，于11月22日击败巴布扎布，又俘虜游格吉呼图克图，外蒙古在東蒙古戰場潰敗。同時俄羅斯帝國陷于第一次世界大战欧洲战场，无暇他顾。外蒙古只得在1916年3月再度交涉时同意接受金册、金印，但要求不另派册封专使，由驻库伦办事大员陈箓办理册封事宜。北洋政府便委任陈箓为册封专使。
1916年7月8日，册封仪式在库伦“大冈登宫”（东库伦的博克多汗“白宫”）举行，博克多汗及外蒙古官府全体官员、高级喇嘛50多人参加了仪式。驻库伦办事大员陈箓以册封专使的身份宣读汉文册文，随后由秘书王凤仪用蒙古文译读。册文使用骈文格式書寫，其內容包括“慕义酬庸”、实行册封的重要意义，称赞博克多汗之道行，肯定其在喀尔喀蒙古的藏傳佛教领袖地位，并肯定了外蒙古取消独立的举措。博克多汗接受了金印、金册。
在獲得中華民國政府承諾自治之後，外蒙古高層發生了激烈的衝突，高級喇嘛和世俗王公之間的權力鬥爭趨於白熱化。喇嘛們彈劾外交部長杭達多爾濟出賣主權給俄羅斯，致其下臺。不久，杭達多爾濟、那木囊蘇倫等世俗派重要人物相繼失勢，喇嘛派取得了權力鬥爭的勝利。

### 失勢被軟禁

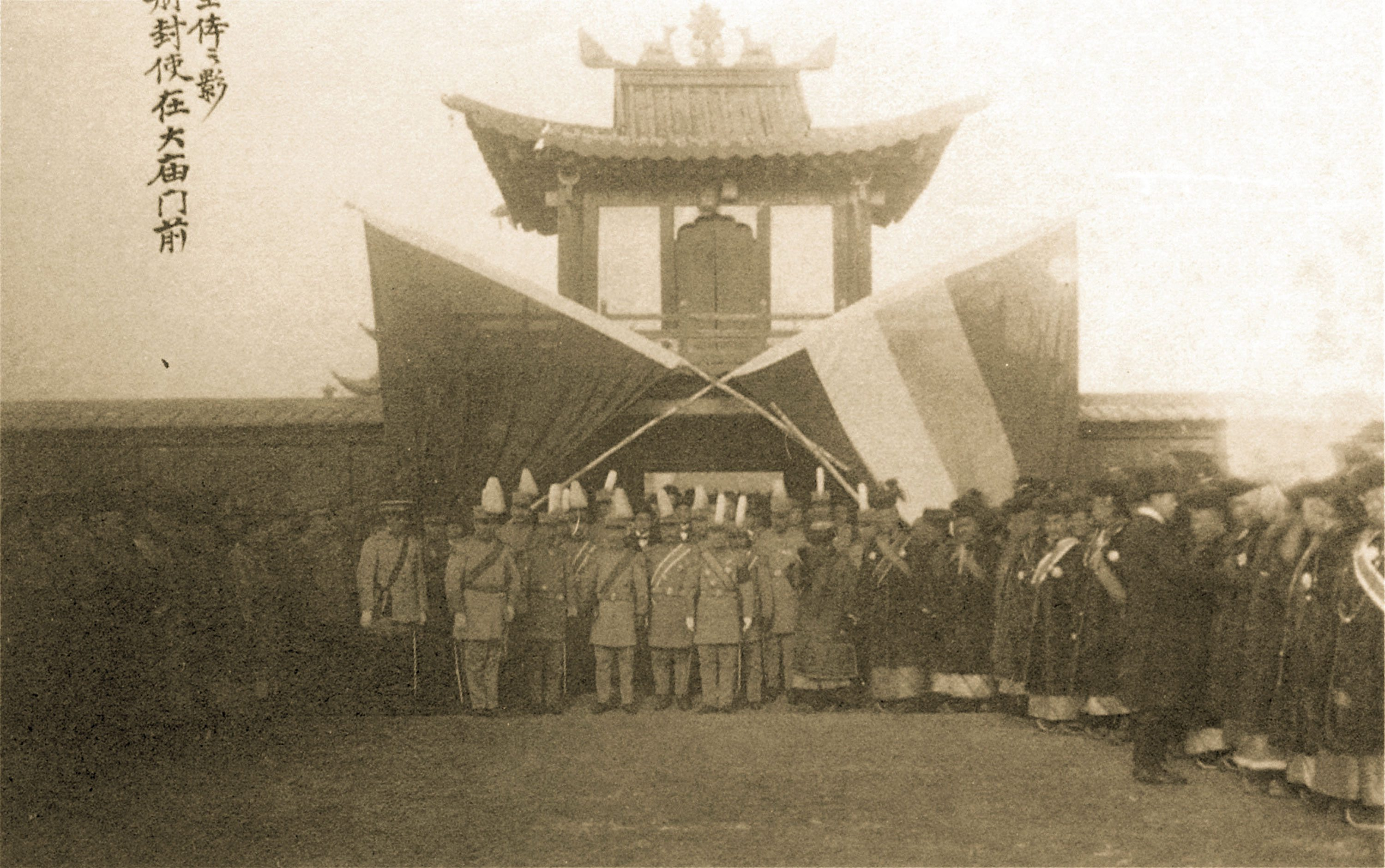
徐樹錚在冊封哲布尊丹巴典禮上

1917年，俄羅斯發生十月革命，由列寧領導的布爾什維克推翻了俄羅斯帝國。隨後，俄國內戰爆發，俄羅斯陷入動盪之中。外蒙古的政治局勢也隨之發生了變化。俄國白軍領袖格里戈里·米哈伊洛維奇·謝苗諾夫在貝加爾湖一帶建立一支部隊，宣稱要協助博克多汗建立一個新的泛蒙古主義國家。而受到外蒙古政府不斷邊緣化的世俗王公們，對博克多汗的神權政治越來越不滿，在政治上傾向於中國。外蒙古即將要捲入俄國內戰，這使外蒙古政府感受到了嚴重威脅。蒙古外務衙門於1919年8月向北洋政府請求派一小支部隊協助防禦庫倫。11月7日，中華民國總統徐世昌、總理段祺瑞派徐树铮出兵外蒙古。徐树铮率軍隊到達庫倫後，立即派兵將博克多汗軟禁起來。17日，徐樹錚強迫外蒙古的內務總理大臣貢齊格扎爾贊吉·巴德瑪多爾濟、外務大臣巴林·車林多爾濟以及博克多汗簽訂《六十四條》，完全放棄外蒙古自治，將一切權力上交中華民國政府。22日，徐世昌宣布外蒙古取消自治，並單方面撕毀1915年的《中俄蒙协约》，册封第八世哲布尊丹巴为“外蒙翊善辅化博克多哲布尊丹巴呼图克图汗”。消息傳至中國南方，護法軍政府領袖孫中山致電北洋政府表示慶祝。蘇俄則對中國政府的背信棄義表示強烈抗議。
12月，徐樹錚在庫倫的博克多汗黃宮前舉行權力交接儀式，北洋政府的五色旗正式懸掛在宮殿大門之上。徐樹錚以中國政府代表身份，強迫博克多汗等蒙古領袖向自己和五色旗叩頭，這引起不少蒙古人的不滿，當夜就有牧民和喇嘛們聚集到宮殿前，將五色旗扯了下來。而徐樹錚不顧蒙古人的傳統習俗，強制推行新政改革，致使外蒙古人對北洋政府的統治普遍不滿。不少蒙古人舉起了反對中華民國政府的大旗。道格索姆·鲍道、霍爾洛·喬巴山和達木丁·蘇赫巴托爾等人在蘇俄的支持下，建立共產主義組織進行反抗。徐樹錚違背了袁世凱先前的承諾，將獨立運動人士芒來巴特爾·達木丁蘇隆、哈丹巴特爾·馬克思爾扎布等人逮捕入獄並嚴刑拷打，更激起蒙古人的憤怒，人們怒斥主持簽訂條約的親中國派人士巴德瑪多爾濟是賣國賊和懦夫。

### 復位成為傀儡君主
1920年1月，外蒙古政府的原有機構都被北洋將軍徐樹錚撤銷，併入中華民國西北籌邊使公署管理。然而就在同年的7月，中國爆發直皖戰爭，徐樹錚被迫率主力部隊從外蒙古撤離，參加中國的內戰。俄國白軍在羅曼·馮·恩琴男爵的率領下趁機進入外蒙古。1921年2月，恩琴率白軍進攻庫倫。恩琴先派出亞洲騎兵師，將博克多汗成功解救到了福祈寺。白軍將中國軍隊從庫倫徹底驅逐之後，博克多汗於2月21日回到庫倫，翌日重祚，宣佈重建大蒙古國政權，任命薩巴棟多·策仁道爾吉為總理，又冊封恩琴為親王。然而，恩琴把持著兵權，這個重建的政府不過是白軍的傀儡政權而已。
與此同時，蘇俄也積極幫助外蒙古恢復獨立，希望將蒙古改造成一個社會主義國家。在共產國際的支持下，蒙古的共產主義者在3月1日舉行會議，建立蒙古人民黨，後又建立由道格索姆·鲍道領導的臨時政府。蒙古人民黨在蘇聯紅軍以及遠東共和國（蘇聯的衛星國）的協助下迅速崛起，著手驅逐中國軍隊以及外蒙古境內的俄國白軍。白軍節節潰敗，恩琴建議博克多汗與妻子敦都克拉穆一起轉移到烏里雅蘇臺城，但遭到了拒絕，博克多汗繼續留在了庫倫。7月6日，蘇赫巴托率領蒙古人民黨的軍隊攻佔庫倫。9日，博克多汗收到了蒙古人民黨送來的信件，內容稱除了保留其宗教領袖頭銜之外，他的其他權力將會受到評估和改革。翌日，蒙古人民黨中央委員會通過決議，仍舊擁戴博克多汗為君主，並實施君主立憲制。博克多汗成為了沒有任何實權的傀儡君主，實質上的領袖是共產主義者道格索姆·鲍道。新生的共產蒙古，與蘇俄簽訂了一系列友好條約，取代了之前與俄羅斯帝國簽訂的條約。11月5日，蒙古代表團訪問蘇俄首都莫斯科，獲得列寧的接見。在两国当年签署的《俄蒙友好条约》中，蘇俄承認大蒙古國是外蒙古的唯一合法政府，但為了避免與中國對抗，沒有明確承認外蒙古的獨立。
蒙古人民黨的奪權引起僧、俗二界的不滿，他們不斷起兵反抗。人民黨參照蘇聯的內務人民委員部，設立類似的特務組織內政防衛處（後更名為內務部），對各種反對勢力進行殘酷鎮壓。與此同時，人民黨陷入了激烈地內部權力鬥爭中，道格索姆·鲍道、丹巴·恰克達爾扎布、索林·丹增等重要黨領導人相繼被打倒，此事件被視為大鎮壓的開端。
1923年，蘇赫巴托突然死去，相傳是被人毒死的。在他死後，喬巴山開始掌權。此人是列寧主義的忠實追隨者，他決定「徹底消滅封建勢力」，企圖將蒙古直接變為社會主義國家。

### 圓寂
1924年5月20日，博克多汗在庫倫突然圓寂，官方說法稱他死於癌症，然而卻有謠言稱他是被喬巴山謀殺的，還有一種謠言說他是被蘇聯紅軍殺害的。他的屍體被埋葬在甘丹寺。隨後，蒙古人民革命党在蘇聯的授意下正式修改憲法，宣佈取消君主立憲制，改為社會主義制度的蒙古人民共和国。此後，蘇聯加強了對蒙古的控制，財政、經濟、建設及軍事部門都被安插進了蘇聯官員，蘇聯人甚至控制了秘密警察部門，以監視蒙古領導層的一舉一動。蒙古逐漸淪為蘇聯的衛星國。
博克多汗圓寂後，庫倫的喇嘛們作出尋找轉世靈童的準備。他們認定博格多汗烏拉省（今色楞格省宗哈喇縣）的圖德布·羅布桑道日吉（Түдэв Лувсандорж）為八世哲布尊丹巴的轉世靈童，並同西藏取得聯繫，希望十三世達賴喇嘛和九世班禪喇嘛儘快認定其身份。然而，駐紮蒙古的共產國際官員對此卻非常不滿，他們希望一舉剷除藏傳佛教勢力。在蘇聯顧問的壓力下，蒙古總理巴林·車林多爾濟被迫誣陷轉世靈童的母親攻擊共產政府，並造謠稱班禪喇嘛正率領八萬大軍向蒙古推進。1925年11月，蒙古第三屆大呼拉爾會議指出：「不僅沒有迎請九世哲布尊丹巴呼圖克圖的事實，而且派人向達賴喇嘛表明了今後也不會有這個歷史的態度，這是正確的」，從而第一次對哲布尊丹巴轉世作出正式表態。
蒙古的宗教界為哲布尊丹巴的轉世作出了最大努力，但最終在蘇聯的阻撓下宣告失敗。1928年12月，蒙古第五屆大呼拉爾會議正式通過禁止哲布尊丹巴轉世的決議，並在1929年2月15日正式向蒙古民眾宣佈。1930年代，喬巴山發動大鎮壓，參與轉世靈童尋訪工作的人士大多被當作反革命人物遭逮捕處決。在蘇聯政府的指示下，蒙古政府有計劃地消滅藏傳佛教、關閉佛寺、肅清、屠殺喇嘛。經過大鎮壓之後，蒙古的藏传佛教受到毀滅性打擊。然而令人不能理解的是，被認定為轉世靈童的羅布桑道日吉依舊過著牧民生活，直到1948年去世。
西藏政府得到蒙古方面的回覆後，自行尋訪並認定蔣巴南卓·確吉堅贊為轉世靈童，不過並未對外公開。1990年蒙古民主化革命之後，十四世達賴喇嘛才正式認定其為九世哲布尊丹巴呼圖克圖，在達蘭薩拉為他舉行坐床儀式。直到2011年，其身份才獲得蒙古政府的承認。
博克多汗冬宮保存下来，现在成为乌兰巴托的旅游胜地。

## 家庭
他有几位兄弟，其中最著名的是鲁布桑海达布。

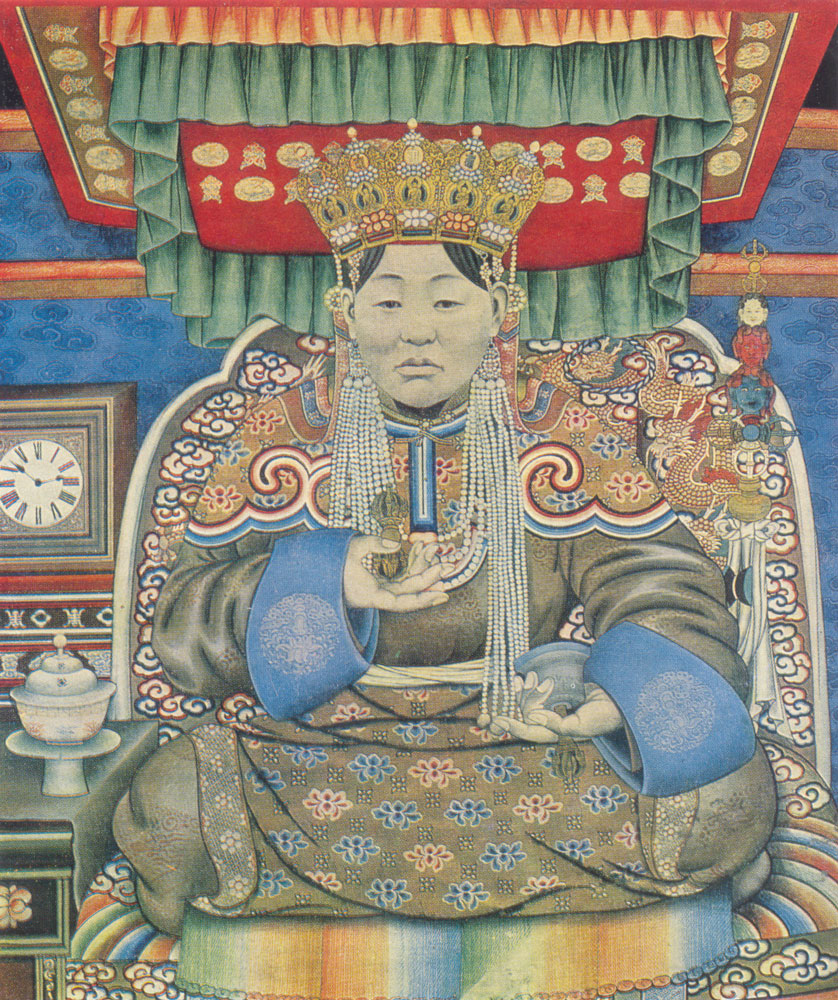
《空行母敦都克拉穆》，巴尔杜·沙拉布绘

第八世哲布尊丹巴虽然是一位呼畢勒罕、呼圖克圖，但却擁有两任妻子，以習男女雙修法，接近女色完全違背了格魯派的清規戒律，被許多人士批評為「淫亂」。他的身體健康狀況不佳，在1910年代視力越來越差，近乎失明。
博克多汗的第一任妻子法名敦都克拉穆，俗名沙拉扣肯。她原本是博克多汗的女弟子，後於1902年與博克多汗結婚，被蒙古视为空行母和白度母的化身。大蒙古國建立後，敦都克拉穆被尊为皇后，在1923年逝世。敦都克拉穆在同博克多汗結婚前已經有一個兒子，此子后来被博克多汗收為繼子，並被认定为伊拉古克三呼图克图（Ялгуулсан хутагт），在大镇压中遭到迫害，下落不明。
敦都克拉穆從許多無能力撫養孩子的家庭收養並撫育了大批兒童。其中一個兒童是魯布桑扎布·穆爾道爾吉，後來成為蒙古著名作曲家。
在敦都克拉穆逝世之後，喀爾喀的王公們為他尋找了摔跤手那旺魯布桑（Navaan Luvsan）的女兒采恩皮勒（Tseyenpil）為妻，改名蓋嫩皮勒。1924年博克多汗圓寂之後，蓋嫩皮勒出宮，回到自己父母身邊。她雖然沒有參與任何政治和宗教事務，但仍在大鎮壓中遭到逮捕和迫害。1938年9月22日，蓋嫩皮勒與其父親一起被蒙古當局冠以勾結日本人、復辟舊制度的罪名，於11月22日遭到槍決，當時蓋嫩皮勒年僅33歲，且懷有五個月的身孕。一家人在1991年才獲得平反。

## 形象與評價
俄羅斯軍官米哈伊爾·格奧尔基耶維奇·托爾諾夫斯基描述到：「他（指博克多汗）並未成為喇嘛們掌中的傀儡，更反過來將喇嘛們控制於其掌中。他自年輕時就希望重建成吉思汗的大蒙古帝國，或者至少將蒙古從中國人那裡解救出來並使之獨立。當地王公畏懼他，百姓卻愛戴他……他建立起一套以才智作為選賢首要標準的科層體制，但此舉非但不被西藏方面接受，也不為中國方面所認可。」
然而，蒙古人民黨執政後，利用政治宣傳機器攻擊博克多汗是一個頻繁下毒者、戀童者和放蕩主義者，這被後來的純文學和非科學的文學著作中一再重複。然而，根據分析存儲在蒙古和俄羅斯的相關文獻，都無法證實這些陳述。
波蘭裔旅行家費迪南·安東尼·奧森多夫斯基寫道：「無論是各種思想，還是各種王公和可汗們的運動，只要其中透露出任何意欲反叛他的細小陰謀，嫌犯們通常會被友善地邀請到庫倫，然後再也無法活著回家。」奧森多夫斯基自聲稱與博克多汗相熟，但根據對他的書籍和手稿的比較分析，並未得到證實。

### 引用
1. ↑  .   [2012-11-02]. （原始内容存档于2018-10-01）.
2. ↑  .   [2012-11-02]. （原始内容存档于2021-04-09）.
3. ↑  蘇育平. . 風傳媒.   [2021-10-10]. （原始内容存档于2023-01-04）.
4. ↑  裴霏霏. . 内蒙古师范大学学报(哲学社会科学版). 2014, 43 (1): 74.
5. 1 2 3  Alan J. K. Sanders, Historical Dictionary of Mongolia （页面存档备份，存于）, pp.364-365.
6. ↑  T.S. Damdinsuren, Tales of an old lama, vol.8, trans by C.R. Bawden, Institute of Buddhist Studies, 1997, p. 9.
7. ↑  По данным А. М. Позднеева（俄语：Позднеев, Алексей Матвеевич）; цит. по: Монгуш М. Известный и неизвестный Богдо-гэгэн // Этнографическое обозрение Online. 2006. Сентябрь. С. 3 （页面存档备份，存于）
8. ↑  Б. Отгонбаяр Дурлалын cүмд тавтай морил (2006-05-19) 的存檔，存档日期2015-10-09.
9. 1 2 3 4  《清史稿·列傳三百八·藩部四》
10. 1 2  Торновский М. Г.（俄语：Торновский, Михаил Георгиевич） События в Монголии-Халхе в 1920—1921 годах // Легендарный барон: неизвестные страницы гражданской войны. М.: КМК, 2004 ISBN 5-87317-175-0 с. 181
11. ↑  畢桂芳《外蒙交涉始末記》
12. ↑  Thomas E. Ewing, Ch'ing Policies in Outer Mongolia 1900-1911, Modern Asian Studies (Cambridge, Eng., 1980), pp. 145-57.
13. ↑  Kuzmin, S.L. Hidden Tibet: History of Independence and Occupation （页面存档备份，存于）. St. Pteresburg: Narthang, 2010
14. 1 2  周学军，哲布尊丹巴八世登极“额真汗”日期考，内蒙古社会科学（汉文版）2000年第1期
15. ↑  Б. Явуубилэг Богд хаант Монгол улсын анхны ерөнхий сайд түшээ гүн, Чин ван Г.Чагдаржав 的存檔，存档日期2011-10-14.
16. ↑  See Thomas E. Ewing, Revolution on the Chinese Frontier: Outer Mongolia in 1911, Journal of Asian History (Bloomington, Ind., 1978), pp. 101-19.
17. 1 2  蒙古族通史（下），北京：民族出版社，1991年，第1109页
18. 1 2  Urgunge Onon, Mongolian Heroes of the 20th Century, New York 1976, p. 105-142 (translation of Kh. Choibalsan, A brief history of Ardyn Khatanbaatar Magsarjav, Ulaanbaatar 1942)
19. ↑  Jou Kuntien, Bienjiang chengtse [Frontier policy], (Taipei, 1962), pp. 42-43.
20. 1 2  樊明方，《中俄蒙协约》签订后中国政府与自治外蒙古的关系，中国边疆史地研究2011年02期
21. ↑  Thomas E. Ewing, "Russia, China, and the Origins of the Mongolian People's Republic, 1911-1921: A Reappraisal", in The Slavonic and East European Review, Vol. 58, No. 3 (Jul., 1980), p. 406ff
22. ↑  李毓澍，《外蒙政教制度考》（台北 1962），第237页
23. ↑  郭廷以：《中华民国史事日志》，中央研究院近代史研究所，1979年。
24. ↑  A. Kallinikov, U istokov mongol'skoi revolyutsii [Sources of the Mongolian revolution], Khozyaistvo Mongolii, pt. 1, p. 74.
25. ↑  Chen Chungzu, Wai menggu jinshi shi [A modern history of Mongolia], (Shanghai, 1926), bien 3, p. 11.
26. ↑  Thomas E. Ewing chronicled the history of these two groups in The Origin of the Mongolian People's Revolutionary Party: 1920, Mongolian Studies (Bloomington, Ind., 1978-79), pp. 79-105.
27. ↑   Sanders, Alan J. K. (1996). Historical dictionary of Mongolia. Asian historical dictionaries, No. 19. Lanham, MD: Scarecrow. ISBN 978-0-8108-3077-6
28. ↑  Baabar, B. (1999). From world power to Soviet satellite: History of Mongolia. Cambridge: University of Cambridge. OCLC 318985384
29. ↑  
Knyazev, N.N. 2004. The Legendary Baron. - In: Legendarnyi Baron: Neizvestnye Stranitsy Grazhdanskoi Voiny. Moscow: KMK Sci. Press, 2004, ISBN 5-87317-175-0 p. 67-69
30. ↑  Tornovsky, M.G. Events in Mongolia-Khalkha in 1920-1921. - In: Legendarnyi Baron: Neizvestnye Stranitsy Grazhdanskoi Voiny. Moscow: KMK Sci. Press, 2004, ISBN 5-87317-175-0 p. 231-233
31. ↑  Баабар Б. ЕРӨНХИЙ САЙД МАНЗУШИР ХУТАГТ ЦЭРЭНДОРЖ[永久]
32. ↑  Facsimile of the original and translations of the Bogd Khan edict see in: Kuzmin, S.L. (compiler) Baron Ungern v Dokumentakh i Memuarakh. Moscow: KMK Sci. Press, 2004, ISBN 5-87317-164-5, p.90-92; Kuzmin, S.L. 2011. The History of Baron Ungern. An Experience of Reconstruction. Moscow: KMK Sci. Press, ISBN 978-5-87317-692-2, p. 433-436
33. ↑  Baabar. . Cambridge: Monsudar Publishing. 1999: 206. ISBN 9992900385.
34. ↑  Istoricheskskii opyt bratskogo sodruzhestva KPSS i MNRP v bor'be za sotsializm [The historical experience of the solidarity of the CPSS and the MPRP in the struggle for socialism], (Moscow, 1971), p. 217.
35. ↑  Mongolyn ardyn khuv'sgalt namyn negdügeer ikh khural [First congress of the Mongolian People's Revolutionary Party], (Ulan Bator, 1971).
36. ↑  Князев Н. Н. Легендарный барон // Легендарный барон: неизвестные страницы гражданской войны. М.: КМК, 2004 ISBN 5-87317-175-0 с. 107
37. ↑  Ц. Насанбалжир. Революционные мероприятия народного правительства Монголии в 1921—1924 годах. — М., 1960. — сс. 11-13
38. ↑  Sanders, ibid. P xxxii
39. ↑   Baabar, B., History of Mongolia, 1999, ISBN 999-0-038-5. p. 233
40. ↑  C.R. Bawden, The Modern History of Mongolia, London 1968, ISBN 0-297-76201-X p. 276-282
41. ↑  Urgunge Onon, Mongolian Heroes of the 20th Century, New York 1976, p. 143-192 (mainly a translation of L. Bat-Ochir and D. Dashjamts, The Life of Sükhbaatar, Ulaanbaatar 1965)
42. ↑  董樹藩主編，李毓澍著，從蒙共六十年來演變對外蒙現況的探討，1985年5月版，(中華民國)蒙藏委員會出版，第13-14頁
43. ↑  Кузьмин С. Л., Оюунчимэг Ж. Буддизм и революция в Монголии （页面存档备份，存于）
44. ↑  《浪丐心泪──大藏寺祈竹仁宝哲自传 第六章──印度岁月 的存檔，存档日期2015-10-27.》：「第八世的法王之年代正值外蒙古政治变动之时。苏联的共产党军人深夜中前往他的寺院宫殿，把法王叫了出来。法王在连鞋也没穿好的情况下，被军人拉至寺外一角就地处决了。」
45. ↑  Bat-Ėrdėniĭn Baabar, Christopher Kaplonski, Twentieth century Mongolia, White Horse Press, 1999, p. 266-275.
46. 1 2 3  斯林格，“关于九世哲布尊丹巴转世的历史考察”，内蒙古社会科学（汉文版）第30卷 第6期 2009年11月
47. ↑  Д. Гэрэлт. IX Богд Монголын бурхан шашины тэргүүн боллоо[永久]
48. ↑  .   [2015-08-15]. （原始内容存档于2011-11-11）.
49. ↑  . 凤凰视频. 2011-11-03  [2015-08-15]. （原始内容存档于2014-10-13）.
50. ↑  Сухбаатар Д. Дондогдулам — «Мать-Дакини» Монгольского государства （页面存档备份，存于）
51. ↑  Batsaikhan, O. Bogdo Jebtsundamba Khutuktu, the last King of Mongolia. Ulaanbaatar: Admon Publ., 2008, ISBN 978-99929-0-464-0.
52. ↑  Kuzmin, S.L. and Oyuunchimeg, J. The Great Khan of Mongolia, the 8th Bogd Gegeen. - Aziya i Afrika Segodnya (Moscow, Russian Acad. Sci. Publ.), 2009, no. 1, pp. 59-64.
53. ↑  Ferdinand Ossedowski, Beasts, Men and Gods (New York, E.P. Dutton & Co., 1922), 293.
54. ↑  Kuzmin, S.L., Rejt, L.J. Notes by F.A. Ossendowski as a source on the history of Mongolia. – Oriens (Moscow, Russian Acad. Sci. Publ.), 2008, no. 5, pp. 97-110.